# エリアス・フィゲロア
エリアス・リカルド・フィゲロア・ブランデル（Elías Ricardo Figueroa Brander、1946年10月25日 - ）は、チリ・バルパライソ州バルパライソ出身の元サッカー選手。元チリ代表。史上屈指のセンターバックとされ、国際サッカー歴史統計連盟による最優秀サッカー選手では、南米出身のDFで最上位となる37位にランクされている。

## 経歴
CDサンティアゴ・ワンダラーズから16歳でデビューし、すぐに頭角をあらわす。1967年には前年南米王者に輝いたCAペニャロールへと移籍。1967年、1968年とリーグ連覇し、フィゲロアも2年連続でリーグ最優秀選手に選ばれた。
1972年に移籍したブラジルのSCインテルナシオナルでは、 1975年、1976年にブラジル全国選手権で優勝を果たし、リオグランデ・ド・スル州選手権では1971年から6連覇した。1972年から6年連続で南米最優秀DFに、1975年と1976年にはリーグ最優秀選手に選ばれ、1974年から3年連続で南米年間最優秀選手賞に輝いた。
1977年には母国のクラブであるCDパレスティーノへ移籍。移籍初年度にカップ戦を制し、1978年にはクラブにとっておよそ20年ぶりであるリーグ優勝を果たした。1年間北米サッカーリーグでプレーした後再びチリへと戻り、CSDコロコロと契約。そこでもリーグ優勝し、1982年に引退。
チリ代表としても長きに渡ってディフェンスリーダーとしてプレイし、1966年、1974年、1982年と一回おきで計3回のワールドカップに出場するという珍しい記録も持っている。南米選手権においては1967年に3位、1979年には準優勝を果たしている。

## 代表歴
- チリ代表 1966-1982
  - 代表通算 - 47試合2得点
  - 1966年 - ワールドカップ・イングランド大会 (3試合0得点、グループリーグ敗退)
  - 1967年 - 南米選手権 (3位)
  - 1974年 - ワールドカップ・西ドイツ大会 (3試合0得点、グループリーグ敗退)
  - 1979年 - コパ・アメリカ (準優勝)
  - 1982年 - ワールドカップ・スペイン大会 (3試合0得点、グループリーグ敗退)

## タイトル

### クラブ
CAペニャロール
- プリメーラ・ディビシオン : 1967, 1968

SCインテルナシオナル
- ブラジル全国選手権 : 1975, 1976
- リオグランデ・ド・スル州選手権 : 1971, 1972, 1973, 1974, 1975, 1976

CDパレスティーノ
- プリメーラ・ディビシオン : 1978
- チリ・カップ : 1977

CSDコロコロ
- プリメーラ・ディビシオン : 1982

## 受賞歴
- ウルグアイリーグ最優秀選手 : 1967, 1968
- 南米最優秀ディフェンダー : 1972, 1973, 1974, 1975, 1976, 1977
- ボーラ・ジ・オーロ : 1972, 1976
- FIFAワールドカップオールスターチーム : 1974[2]
- 南米年間最優秀選手賞 : 1974, 1975, 1976
- FIFA最優秀選手賞 : 1976[3]
- 20世紀南米ベストイレブン : 1999[4]
- ブラジルリーグ歴代最優秀外国人選手 : 2001[5]
- CAペニャロールドリームチーム : 2002[6]
- FIFA 100 : 2004
- コパ・アメリカヒルトリカルチーム - 2011[7]

国際サッカー歴史統計連盟
- 20世紀最優秀サッカー選手 37位[8]
- 20世紀南米最優秀サッカー選手 8位[9]
- 20世紀最優秀チリ人サッカー選手 1位[10]